# Kakka
Kakka fue un dios menor en la antigua Mesopotamia, dios mensajero de Anu. Según la leyenda llevó comida de los dioses a Ereshkigal.